# Pimelia

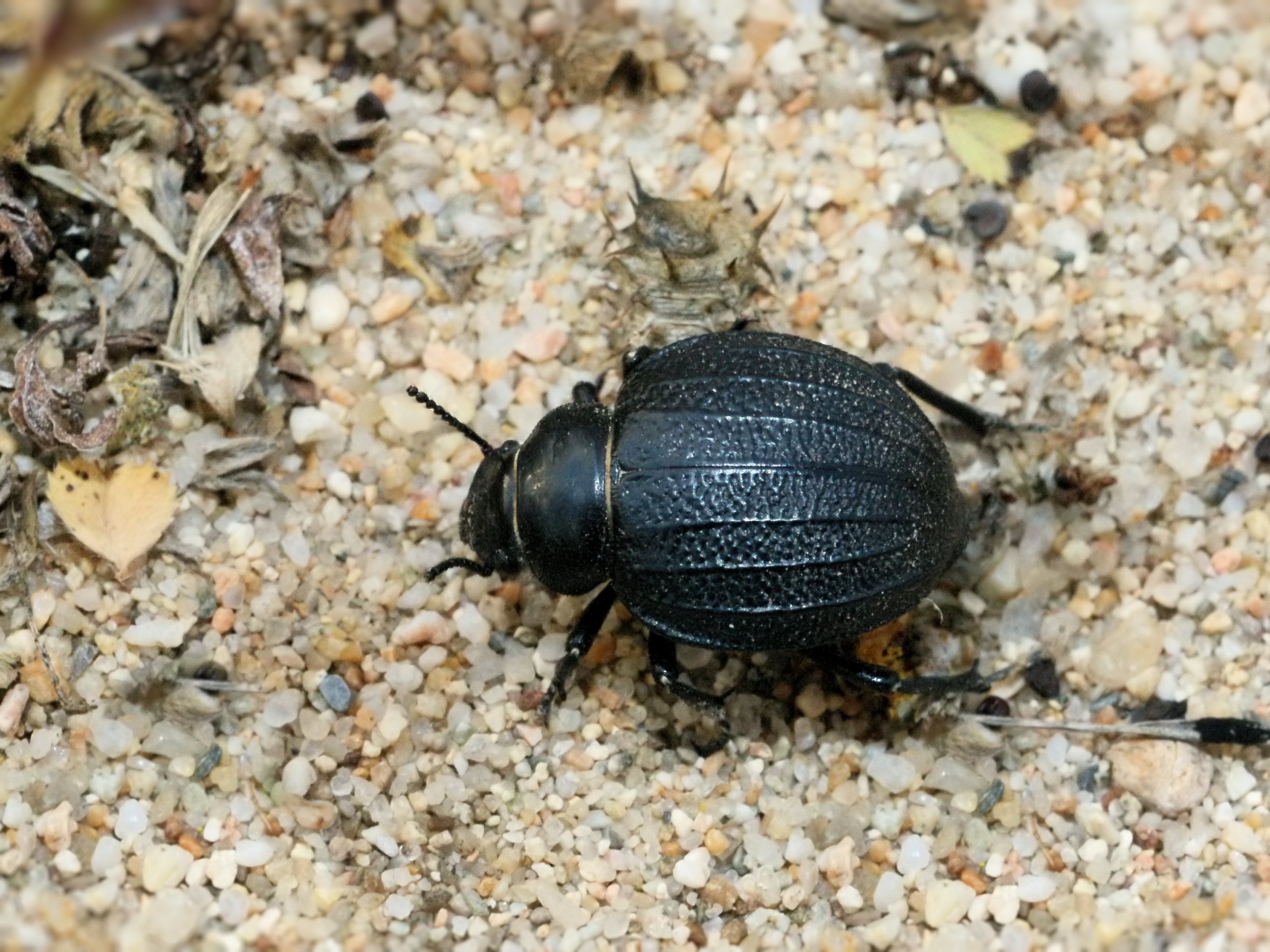
Pimelia bipunctata

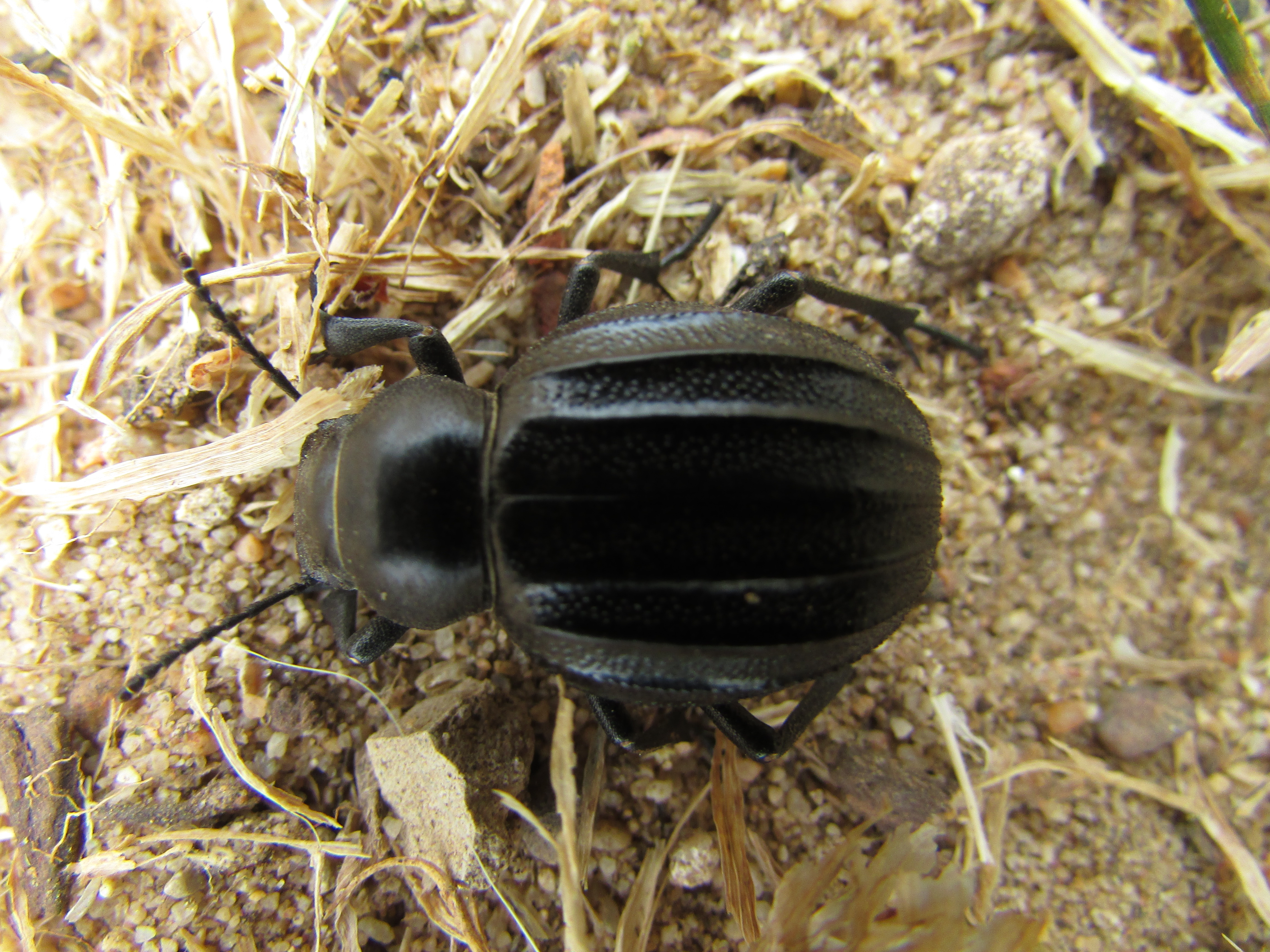
Pimelia costata

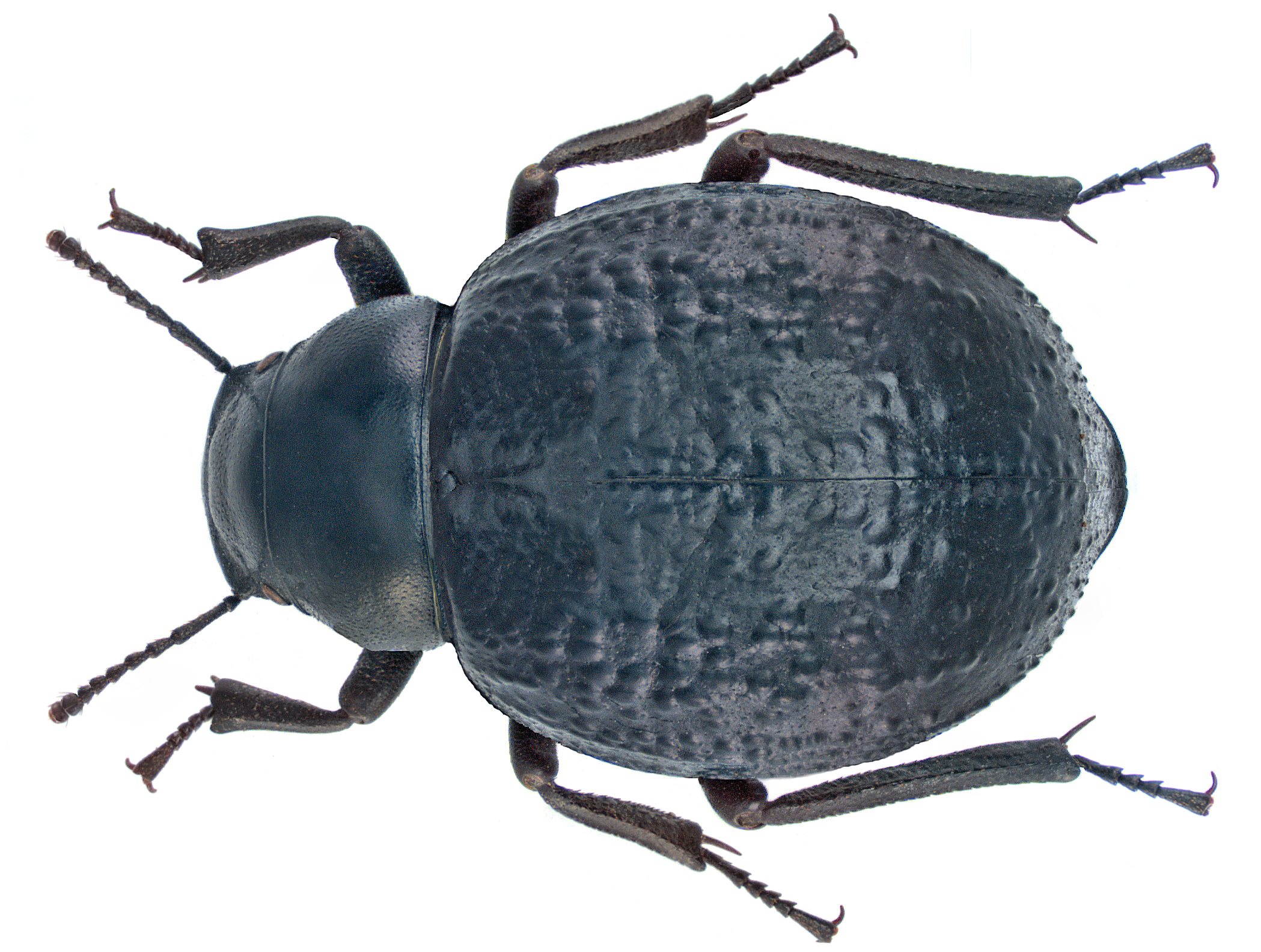
Pimelia subglobosa

A Pimelia a rovarok (Insecta) osztályának bogarak (Coleoptera) rendjébe, ezen belül a mindenevő bogarak (Polyphaga) alrendjébe és a gyászbogárfélék (Tenebrionidae) családjába tartozó nem.

## Rendszerezés
A nembe az alábbi 62 faj tartozik (meglehet, hogy a lista hiányos):
- Pimelia aculeata Klug, 1830
- Pimelia akbesiana Fairmaire, 1884
- Pimelia angulata Fabricius, 1775
- Pimelia angusticollis Solier, 1836
- Pimelia arabica Klug, 1830
- Pimelia arenacea Solier, 1836
- Pimelia ascendens Wollaston, 1864
- Pimelia baetica Solier, 1836
- Pimelia bajula Klug, 1830
- Pimelia barmerensis Kulzer, 1956
- Pimelia bipunctata Fabricius, 1781
- Pimelia boyeri Solier, 1836
- Pimelia brevicollis Solier, 1836
- Pimelia canariensis Brullé, 1838
- Pimelia capito Krynicky, 1832
- Pimelia cephalotes (Pallas, 1781)
- Pimelia costata Waltl, 1835
- Pimelia cribra Solier, 1836
- Pimelia elevata Sénac, 1887
- Pimelia estevezi Oromí, 1990
- Pimelia fairmairei Kraatz, 1865
- Pimelia fernandezlopezi Machado, 1979
- Pimelia fornicata Herbst, 1799
- Pimelia goryi Solier, 1836
- Pimelia graeca Brullé, 1832
- Pimelia grandis Klug, 1830
- Pimelia granulata Solier, 1836
- Pimelia granulicollis Wollaston, 1864
- Pimelia grossa Fabricius, 1792
- Pimelia incerta Solier, 1836
- Pimelia indica Sénac, 1882
- Pimelia integra Rosenhauer, 1856
- Pimelia interjecta Solier, 1836
- Pimelia laevigata Brullé, 1838
- Pimelia lutaria Brullé, 1838
- Pimelia maura Solier, 1836
- Pimelia minos Lucas, 1853
- Pimelia modesta Herbst, 1799
- Pimelia monticola Rosenh., 1856
- Pimelia obsoleta
- Pimelia orientalis Senac, 1886
- Pimelia payraudi Latreille, 1829
- Pimelia perezi Sénac, 1887
- Pimelia punctata Solier, 1836
- Pimelia radula Solier, 1836
- Pimelia repleta Reitter, 1915
- Pimelia rotundata Solier, 1836
- Pimelia rotundipennis Kraatz, 1865
- Pimelia rugosa Fabricius, 1792
- Pimelia rugulosa Germar, 1824
- Pimelia ruida Solier, 1836
- Pimelia scabrosa Solier, 1836
- Pimelia sericea Olivier, 1795
- Pimelia simplex Solier, 1836
- Pimelia sparsa Brullé, 1838
- Pimelia subglobosa (Pallas, 1781)
- Pimelia testudo Kraatz, 1885
- Pimelia undulata Solier, 1836
- Pimelia variolosa Solier, 1836
- Pimelia ventricosa Falderm., 1837
- Pimelia verruculifera Soliér, 1836
- Pimelia villanovae Sénac, 1887

### Fordítás
- Ez a szócikk részben vagy egészben  a   Pimelia című angol Wikipédia-szócikk ezen változatának fordításán alapul.  Az eredeti cikk szerkesztőit annak laptörténete sorolja fel. Ez a jelzés csupán a megfogalmazás eredetét és a szerzői jogokat jelzi, nem szolgál a cikkben szereplő információk forrásmegjelöléseként.